# Cantón de Lunéville-Sur
El cantón de Lunéville-Sur era una división administrativa francesa, que estaba situada en el departamento de Meurthe y Mosela y la región de Lorena.

## Composición
El cantón estaba formado por dieciséis comunas, más una fracción de la comuna que le daba su nombre:
- Bénaménil
- Chanteheux
- Chenevières
- Crion
- Croismare
- Hénaménil
- Hériménil
- Jolivet
- Laneuveville-aux-Bois
- Laronxe
- Lunéville (fracción)
- Manonviller
- Marainviller
- Moncel-lès-Lunéville
- Saint-Clément
- Sionviller
- Thiébauménil

## Supresión del cantón de Lunéville-Sur
En aplicación del Decreto nº 2014-261 de 26 de febrero de 2014, el cantón de Lunéville-Sur fue suprimido el 22 de marzo de 2015 y sus 17 comunas pasaron a formar parte; ocho del nuevo cantón de Baccarat, cinco del nuevo cantón de Lunéville-1, tres del nuevo cantón de Lunéville-2 y la fracción de la comuna que le daba su nombre se unió con la otra fracción para que, por medio de una reestructuración cantonal, fueran creados los nuevos cantones de Lunéville-1 y Lunéville-2.